# Silver Surfer (serie animada)
Silver Surfer fue una serie animada basada en el personaje del mismo nombre que aparece en historietas de Marvel Comics. La serie duró 13 episodios, que se emitieron originalmente en 1998 en Fox Kids. La serie se mantuvo fiel al estilo gráfico de Jack Kirby, el creador del personaje.

## Historia Original
Silver Surfer era originalmente Norrin Radd, un joven astrónomo del planeta Zenn-la, planeta donde se inculcaba el pacifismo. Él aceptó servir a Galactus, el devorador de planetas, para evitar que éste se alimentara de su planeta y así mismo poder conducir a Galactus a planetas donde no hubiese vidas para que pudiese devorarlos. Galactus le concedió poderes cósmicos, un aspecto plateado y una tabla de surf como vehículo (una apariencia que Radd soñaba desde niño). Silver Surfer vagó por el universo buscando planetas deshabitados pero con suficiente energía como para alimentar a Galactus, lo cual le resultó extremadamente difícil, por lo que empezó a ofrecerle planetas con vida poco desarrollada, pero tenía remordimientos por ello. Galactus le manipuló telepáticamente para que no tuviera esos remordimientos y Silver Surfer comenzó a ofrecerle toda clase de planetas.

## Historia De La Serie
La serie tomó varias libertades respecto de las historietas originales, y sólo utilizó personajes cósmicos o extraterrestres del Universo Marvel. A excepción de Nova, quien aparece como sólo una mujer común antes de ser elegida como heraldo por Galactus, en la serie no aparece ningún super héroe de la Tierra, ni los 4 Fantásticos, ni siquiera cuando Galactus ataca al planeta. En esta serie, para hacer que el Surfer recorra el universo, el castigo de Galactus es en cambio llevarse a Zenn-La, el planeta natal del Surfer, a un sitio muy lejano en el universo, que ni siquiera el Vigilante logra encontrar, y en consecuencia el contexto inicial de todas las historias es la búsqueda del Surfer de su planeta natal.

## Capítulos en inglés y en español
- 01 - The Origin of the Silver Surfer (Part 1) - El Origen De Silver Surfer (Primera Parte)
- 02 - The Origin of the Silver Surfer (Part 2) - El Origen De Silver Surfer (Segunda Parte)
- 03 - The Origin of the Silver Surfer (Part 3) - El Origen De Silver Surfer (Tercera Parte)
- 04 - The Planet of Dr. Moreau - El Planeta Del Dr. Moreau
- 05 - Learning Curve (Part 1) - La Curva Del Aprendizaje (Primera Parte)
- 06 - Learning Curve (Part 2) - La Curva Del Aprendizaje (Segunda Parte)
- 07 - Innervisions - Visiones Interiores
- 08 - Antibody - El Anticuerpo
- 09 - Second Foundation - El Segundo Reino
- 10 - Radical Justice - Justicia Extrema
- 11 - The Forever War - La Eterna Guerra
- 12 - Return to Zenn-La - Regreso A Zenn La
- 13 - The End of Eternity - El Fin De La Eternidad

Además se había planeado un estreno de una segunda temporada que más tarde, debido a la crisis económica de Marvel, fue cancelada, sin embargo, Estos fueron los nombres de los episodios que iban a utilizar para dicha temporada:
- 14 - The End of Eternity, Part 2 - El Fin De La Eternidad (Segunda Parte)
- 15 - Soul Hunter (Part 1) - Alma De Cazador (Primera Parte)
- 15 - Soul Hunter (Part 2) - Alma De Cazador (Segunda Parte)
- 17 - Rebirth - Renacer
- 18 - Battlecry - Grito De Batalla
- 19 - Down to Earth (Part 1) - Bajo La Tierra (Primera Parte)
- 20 - Down to Earth (Part 2) - Bajo La Tierra (Segunda Parte)
- 21 - Down to Earth (Part 3) - Bajo La Tierra (Tercera Parte)
- 22 - Down to Earth (Part 4) - Bajo La Tierra (Cuarta Parte)

## Datos relevantes
- La serie fue la primera en incluir animación por computadora.
- El doblaje para Latinoamérica fue realizado en Venezuela.
- Debe notarse que el personaje apareció también en un Cruce de episodios de la serie animada de Los 4 Fantásticos de la misma época, pero no son consideradas parte de un mismo Universo de ficción que se creó en la década de los 90´s.
- Se canceló por los problemas económicos que afrontó Marvel Comics.
- A pesar de que el rating había sido favorable y ya estaba muy avanzada la producción de la segunda temporada fue cancelada y no se volvió a pensar en el tema.[4]